# Pål Sverre Hagen
Pål Sverre Hagen, a volte accreditato come Pål Sverre Valheim Hagen (Stavanger, 6 novembre 1980) è un attore norvegese, conosciuto in particolare per il ruolo di Thor Heyerdahl in Kon-Tiki.

## Biografia
Ha studiato recitazione presso la Statens teaterhøgskole (Accademia nazionale norvegese di teatro) a Oslo dal 2000 al 2003 e ha fatto il suo debutto a teatro con un ruolo in Bikubesong al Det Norske Teatret di Oslo nel 2003.
Nel 2004 ha esordito al cinema nel film giallo norvegese Den som frykter ulven (A Cry in the Woods). Nel 2008 è stato il protagonista di De usynlige, conosciuto in inglese come Troubled Water, del regista norvegese Erik Poppe, ruolo per il quale ha vinto il premio come migliore attore protagonista al festival cinematografico norvegese Kosmorama.
Nel 2012 ha interpretato Thor Heyerdahl in Kon-Tiki, film che racconta la traversata di Heyerdahl dell'Oceano Pacifico a bordo della zattera Kon-Tiki. Il film è stato candidato agli Oscar del 2013 come miglior film straniero.
Nel 2017 è stato tra i protagonisti della serie televisiva Valkyrien, ruolo per cui ha vinto il premio Gullruten come miglior attore.
Nel 2019 ha impersonato Roald Amundsen nel film Amundsen del regista norvegese Espen Sandberg, che racconta la vita del celebre esploratore.

## Filmografia

### Cinema
- Den som frykter ulven, regia di Erich Hörtnagl (2004)
- Blokk B - cortometraggio (2006)
- Roswell Enterprises - cortometraggio (2006)
- Mirakelet, (2006)
- Lønsj, regia di Eva Sørhaug (2008)
- De gales hus, regia di Eva Isaksen (2008)
- De usynlige, regia di Erik Poppe (2008)
- Max Manus: Man of War, regia di Espen Sandberg e Joachim Rønning (2008)
- Jernanger, regia di Pål Jackman (2009)
- Amor - cortometraggio (2009)
- Jeg reiser alene, regia di Stian Kristiansen (2001)
- Kon-Tiki, regia di Espen Sandberg e Joachim Rønning (2012)
- Il mistero di Ragnarok, regia di Mikkel Brænne Sandemose (2013)
- In ordine di sparizione, regia di Hans Petter Moland (2014)
- The Last King (Birkebeinerne), regia di Nils Gaup (2016)
- Beyond Sleep, regia di Boudewijn Koole (2016)
- A Conspiracy of Faith - Il messaggio nella bottiglia (Flaskepost fra P), regia di Hans Petter Moland (2016)
- Seven Sisters, regia di Tommy Wirkola (2017)
- Out Stealing Horses - Il passato ritorna (Ut og stjæle hester), regia di Hans Petter Moland (2019)
- Amundsen, regia di Espen Sandberg (2019)
- Let Go (Släpp taget), regia di Josephine Bornebusch (2024)

### Televisione
- Buzz Aldrin, hvor ble det av deg i alt mylderet? - serie TV, 4 episodi (2011)
- Valkyrien - serie TV, 8 episodi (2017)

## Riconoscimenti
- Premio Amanda
2013 – Premio come miglior attore per Kon-Tiki
2014 – Candidatura come miglior attore per In ordine di sparizione

- Kosmorama Film festival
2009 – Premio come migliore attore protagonista per De usynlige
2012 – Premio come miglior attore non protagonista per Jernanger
2013 – Candidatura come migliore attore protagonista per Kon-Tiki

- Gullruten Fagpris
2017 – premio come migliore attore per Valkyrien

- Austin Fantastic Fest
2014 – Gutbuster Comedy Features come miglior attore per In ordine di sparizione